# Deadly Deception: General Electric, Nuclear Weapons and Our Environment
Pour plus de détails, voir Fiche technique et Distribution.

Deadly Deception: General Electric, Nuclear Weapons and Our Environment est un film documentaire américain réalisé par Debra Chasnoff (en), sorti en 1991, et qui a obtenu l'Oscar du meilleur court métrage documentaire en 1992.

## Synopsis
Le documentaire expose les effets désastreux sur la santé et l'environnement causés par la production nucléaire de la compagnie General Electric. Il montre la contradiction entre le discours commercial de l'entreprise et les personnes dont les vies sont dévastées par les tests et la fabrication des missiles nucléaires. 27 familles d'employés ont souffert de cas de cancers, alors que General Electric était conscient des niveaux de radioactivité.

## Fiche technique
- Titre original : Deadly Deception: General Electric, Nuclear Weapons and Our Environment
- Réalisation : Debra Chasnoff (en)
- Production :  GroundSpark
- Durée : 27 minutes
- Date de sortie : 
  - États-Unis : 11 octobre 1991

## Récompenses et distinctions
- 1992 : Oscar du meilleur court métrage documentaire

Lors de la cérémonie de remise des récompenses, la réalisatrice a appelé au boycott de General Electric en déclarant :« Boycott GE! »,.